# بنيامين سميث بارتون
بنيامين سميث بارتون (بالإنجليزية: Benjamin Smith Barton)‏ (و. 1766 – 1815 م) هو عالم نبات، وطبيب، وأستاذ جامعي من الولايات المتحدة الأمريكية . ولد في لانكستر .
وكان عضو في الأكاديمية الملكية السويدية للعلوم، والأكاديمية الأمريكية للفنون والعلوم، والجمعية الأمريكية للفلسفة، والأكاديمية البروسية للعلوم .
توفي في مدينة نيويورك ، عن عمر يناهز 49 عاماً.بسبب سل، وموه الصدر.

## التعليم
تعلم في جامعة إدنبرة، وجامعة بنسلفانيا، ومدرسة الطب بجامعة بنسلفانيا

## مناصب وهيئات
أدار مستشفى بنسلفانيا، ومدرسة الطب بجامعة بنسلفانيا.